# Molinaranea fernandez
Espèce
Molinaranea fernandez est une espèce d'araignées aranéomorphes de la famille des Araneidae.

## Distribution
Cette espèce est endémique de l'archipel Juan Fernández au Chili. Elle se rencontre sur l'île Robinson Crusoe.

## Description
La femelle holotype mesure 10,0 mm et le mâle paratype 7,8 mm.

## Étymologie
Son nom d'espèce lui a été donné en référence au lieu de sa découverte, l'archipel Juan Fernández.

## Publication originale
- Levi, 2001 : The orbweavers of the genera Molinaranea and Nicolepeira, a new species of Parawixia, and comments on orb weavers of temperate South America (Araneae: Araneidae). Bulletin of the Museum of Comparative Zoology, vol. 155, no 9, p. 445-475 (texte intégral).